# Туркменская автономная область (Хорезмская ССР)
Туркменская автономная область — административно-территориальная единица Хорезмской ССР, существовавшая в апреле — октябре 1924 года.
Решение об образования Туркменской АО было принято 12 апреля 1924 года на 1-м Всетуркменском Курултае:
Образовать автономную Туркменскую область с управлением на следующих началах.
1. Туркменская автономная область делится на 4 района: Ташаузский, Ильяллинский, Персинский и Тахтинский.
2. Главным городом Туркменской автономной области объявляется Ташауз.
3. Во главе области стоит Ревком /из 15 человек/ во главе районов — районные ревкомы /из 3 чел./.

4. На Областной Ревком возлагается управление Ташаузским районом, в составе которого выделяет Горревком /Ташаус с Монаком/ с узбекским населением в окружности /подчиненной непосредственно Областному Ревкому.
Туркменская АО была образована на территории компактного проживания туркмен Хорезма. АО делилась на 5 районных шуро:
- Ильялинское
- Куня-Ургенчское (передано из Кара-Калпакской АО)
- Порсинское
- Тахтинское
- Ташаузское

27 октября 1924 Туркменская АО Хорезмской ССР была упразднена, а её территория отошла к вновь созданной Туркменской ССР.